# Zygonyx torridus
Zygonyx torridus és una espècie d'odonat anisòpter de la família dels libel·lúlids que habita des de l'Àfrica fins a extrem sud d'Europa i a través d'Orient Mitjà fins a l'Índia, encara que fora del continent africà i a la Mediterrània es troba més dispersament. Habita rius i rierols en matollars, boscos o sabanes, sovint en ràpids o prop d'aquests.